# Leon, Kansas
Leon är en ort i Butler County i Kansas. Vid 2010 års folkräkning hade Leon 704 invånare.